# Kalciumklorid
Kalciumklorid (CaCl2) är ett vanligt salt och halid. Den är i sin rena kristallina form mycket hygroskopisk och löser sig exotermt i vatten, varvid jonerna Ca2+ och Cl- bildas. Kalciumklorids viktigaste använvändningsområde är som vägsalt.

## Egenskaper
Kalciumklorid bildar flera hydrat, av vilka hexahydratet (CaCl2⋅6H2O) kristalliserar ur vattenlösning. Kalciumklorid bildar med is ett eutektikum vid -55 °C (30% viktsprocent CaCl2) och kan därför kylas ner till denna temperatur utan att blandningen fryser. Dihydratet är delikvescent.

## Naturlig förekomst
Kalciumklorid förekommer naturligt i form av mineralerna sinjarit (dihydrat: CaCl2⋅2H2O) och antarcticit (hexahydrat: CaCl2⋅6H2O) vilka båda är sällsynta och förekommer huvudsakligen vid saltsjöar.

## Framställning
Kalciumklorid är en biprodukt av Solvay-processen för framställning av soda.
För laboratoriebruk kan den också framställas genom att låta kalciumkarbonat reagera med saltsyra.
{\displaystyle {\rm {CaCO_{3}+2\ HCl\rightarrow CaCl_{2}+CO_{2}+H_{2}O}}}

## Användning

### Vägunderhåll
Dihydratet av kalciumklorid (CaCl2⋅2H2O) används som vägsalt för att förhindra isbildning, eftersom det är delikvescent (och dess upplösning i vatten är därtill starkt exoterm) - väl löst i vattnet sänks också fryspunkten på vätskan. Eftersom dihydratet är starkt hygroskopiskt, och därigenom tar upp fuktighet från luften, används "vägsalt" också till att binda vägdamm på grusvägar.

### Torkmedel
Vattenfri kalciumklorid är, eftersom den är så hygroskopisk, ett ofta använt torkmedel.
Inom kemi används det ofta i torkrör för att avlägsna vattenånga ur en gas, eller för att torka vätskor i vilka kalciumklorid ej löser sig (som, exempelvis, aceton eller eter). Den regenereras genom upphettning till 250 °C i minst en timme.
Kalciumklorid ingår, tillsammans med magnesiumklorid, i avfuktningsmedel för bruk i våtutrymmen och fuktskadade delar av bostäder.
Luft som ska fyllas på dykflaskor torkas först genom ett filter av kalciumklorid.
Kalciumklorid kan dock inte användas för att torka alkaliska gaser som ammoniak eftersom de reagerar med kalciumkloriden.

### Byggnation
Kalciumklorid kan blandas i cement och möjliggör då gjutning vid minusgrader. Kloridjonerna angriper dock metall, så det är inte lämpligt vid gjutning innehållande armeringsstål. Kalciumkloriden angriper även cementen och enligt svenska betongbestämmelser får halten inte överstiga 1,5 %.

### Livsmedel
Kalciumklorid har E-nummer 509 och används bland annat som surhetsreglerande medel. Den har en mycket salt smak och förekommer i olika inläggningar och som elektrolyt i sportdrycker. Den används även inom bryggeri- och mejeri-näringen för att reglera kalciumhalten. Vid osttillverkning gör den ökade kalciumhalten att mjölken blir lättare att ysta.

### Medicin
Kalciumklorid kan ges som infusion vid behandling av hypokalcemi (ohälsosamt låg kalcuimhalt i blodet) eller hyperkalemi (ohälsosamt hög kaliumhalt i blodet). Den används också vid behandling av insektsbett och nässelfeber.

### Jordbruk, skogsbruk
Kalciumklorid kan blandas med vatten för att skapa en frysskyddad vätska. Blandningen var förr vanlig för att fylla traktordäck, för att få motvikt till tung last på frontlyften, utan att behöva ha en motvikt monterad.
| Fryspunkt | CaCl2 per liter vatten |
| --------- | ---------------------- |
| -7,5 °C   | 1 hg                   |
| -16 °C    | 2 hg                   |
| -25 °C    | 3 hg                   |
| -32 °C    | 4 hg                   |
| -41 °C    | 5 hg                   |

### Fotografering
Inom fotograferingen har kalciumklorid använts vid tillverkning av silverkloridemulsioner och i joderingslösningar vid kollodiumprocessen.